# Paul Kelly (historiador)
Paul Kelly (Sídney, Nueva Gales del Sur, 11 de octubre de 1947) es un periodista e historiador australiano. Trabaja en el periódico The Australian y ha escrito varios libros. Las opiniones de Kelly son normalmente
clasificadas como conservadoras. Sus columnas dan apoyo a la política exterior de la administración de George W. Bush.

## Obras
Aparte del periodismo, Kelly ha escrito libros describiendo acontecimientos políticos:
- "The Unmaking of Gough" (1976) (más tarde re-editado como "The Dismissal")
- "The Hawke Ascendancy" (1984)
- "The End of Certainty" (1992)
- "Howard's Decade" (2006)
- "The March of Patriots: The Struggle for Modern Australia" (2009)
- "Triumph & Demise: The Broken Promise of the Labor Generation" (2014)